# Pedicinus ferrisi
Pedicinus ferrisi är en insektsart som beskrevs av Oskar Kuhn och Ludwig 1965. Pedicinus ferrisi ingår i släktet Pedicinus och familjen Pedicinidae. Inga underarter finns listade i Catalogue of Life.